# Eriborus applicitus
Eriborus applicitus är en stekelart som beskrevs av Mao-Ling Sheng och Sun 2006. Eriborus applicitus ingår i släktet Eriborus och familjen brokparasitsteklar. Inga underarter finns listade i Catalogue of Life.